# Big Brother Brasil
Big Brother Brasil (comunemente abbreviato come BBB) è un celebre reality show trasmesso in Brasile basato sul format olandese Big Brother creato da John de Mol nel 1997. È la versione del Big Brother con più stagioni svolte dopo quella statunitense e l'unico a non aver mai interrotto lo svolgimento dall'inizio della prima edizione, andata in onda il 29 gennaio 2002 su Rede Globo.
Il titolo s'ispira all'omonimo del personaggio del romanzo 1984 di George Orwell, leader dello stato totalitario di Oceania che attraverso le telecamere sorveglia costantemente e reprime il libero arbitrio dei suoi cittadini.
In Brasile, oltre alle trasmissioni giornaliere su TV Globo e ai flash sporadici sulla piattaforma a pagamento Multishow, viene mostrato in modalità pay-per-view (PPV) su diversi operatori di pay TV. Via web, è disponibile su Globo Channel e su Globoplay esclusivamente per gli utenti abbonati.
Nella decima puntata del Big Brother Brasil 20 è stato raggiunto il record di televoti in un reality show a livello mondiale, con esattamente 1 532 944 337 voti nella disputa tra i partecipanti Felipe Prior, Manu Gavassi e Mari Gonzalez. Questa impresa è entrata nel Guinness dei primati come "il maggior numero di voti pubblici raggiunti da un programma televisivo". così come la posizione di Juliette, nella finale di Big Brother Brasil 21, con oltre 1 milione in 3 minuti.

## Il gioco
Il programma consiste nel confinamento di un numero variabile di partecipanti in una casa scenografica, monitorata da telecamere 24 ore su 24 e senza contatti esterni. I partecipanti non possono comunicare con parenti e amici, leggere giornali o utilizzare altri mezzi per ottenere informazioni esterne. Tali partecipanti sono scelti dalla produzione del programma, ma possono scegliere se entrare o meno nella casa e hanno il diritto di ritirarsi in qualsiasi momento dal programma. Ogni settimana, due o tre partecipanti vengono nominati dai membri per affrontare il voto popolare, in cui il più votato dal pubblico viene eliminato dalla trasmissione. I partecipanti puntano a vincere le prove, superare le eliminazioni settimanali e restare in casa fino all'ultimo giorno, quando il pubblico sceglierà chi sarà il vincitore del gran premio finale.

### Iscrizione e selezione
Le persone che possono iscriversi al gioco devono avere tra i 18 anni e i 70 anni. Dopo diverse fasi di selezione, i candidati selezionati vengono annunciati pochi giorni prima della prima puntata e vengono condotti in un hotel, rimanendo in un breve pre-reclusione fino a quando vengono portati in auto separate a casa della BBB il giorno della prima puntata e dal Big Brother Brasil 20, è diventato Celebrità e Anonimato, continuando da allora, anche grazie all'enorme sponsorizzazione che il reality show sta ricevendo ultimamente.

### Privilegi
Ogni settimana, il giovedì in diretta, c'è un test per la selezione di un Leader della casa (è possibile che un concorrente prenda il comando più di una volta). Il leader ottiene alcuni vantaggi, ma ha l'obbligo di indicare apertamente un partecipante che andrà a Paredão (hot spot per il voto pubblico), per essere addestrato in diretta la domenica. Fino al Big Brother Brasil 14 il leader era immune, cioè non poteva essere votato dagli altri partecipanti, ma dalla quindicesima edizione non ha più l'immunità, ma guadagna 10.000 reais (valuta della Casa) per ogni leadership. Tuttavia, a partire dalla diciassettesima edizione, il leader ha nuovamente l'immunità e non riceve più i 10.000 reais, salvo nel caso di leadership condivisa, in cui i due benefici vengono concessi contemporaneamente. Gli altri concorrenti, uno ad uno, votano nel confessionale (stand isolato dagli altri partecipanti) e nel Big Brother Brasil 23, avrà il Poder Coringa, in cui un partecipante si divertirà a monitorare gli scatti dei partecipanti e inoltre il leader avrà il centro di controllo, con l'audio e la possibilità di scoprire il totale dei voti che ha ricevuto finora e di svegliare i partecipanti all'ora che desidera .

### Modalità di voto
I telespettatori sceglievano gli eliminati tramite chiamata ed SMS fino alla diciottesima edizione, dopo quella stagione si può votare solo via web senza un limite di voti, il concorrente più votato per l'eliminazione viene annunciato in diretta il martedì. La procedura viene ripetuta ogni settimana fino alla fine del programma. Nel BBB 9, è stata inserita una nuova modalità di voto per i concorrenti che consiste nella votazione tramite l'estrazione da un'urna contenente palline bianche e nere. Chi pesca la palla nera perde il diritto di voto segreto ed è obbligato a farlo davanti a tutti.

## Cast
La conduzione è stata affidata a tre presentatori diversi. Nel 2002 l'attrice e cantautrice Marisa Orth ha presentato il programma assieme al giornalista Pedro Bial, che poi ha condotto la trasmissione come unico presentatore dalla seconda alla 16º edizione. Dal 2017 ad oggi conduce il BBB Tiago Leifert che poi ha condotto la trasmissione come unico presentatore dalla seconda alla 21º edizione. Dal 2022 ad oggi conduce il BBB Tadeu Schmidt.
Legenda
     Conduzione
     Regia
|                 | 1 | 2 | 3 | 4 | 5 | 6 | 7 | 8 | 9 | 10 | 11 | 12 | 13 | 14 | 15 | 16 | 17 | 18 | 19 | 20 | 21 | 22 | 23 | 24 | 25 | 26 |       |
| --------------- | - | - | - | - | - | - | - | - | - | -- | -- | -- | -- | -- | -- | -- | -- | -- | -- | -- | -- | -- | -- | -- | -- | -- | ----- |
| Angélica Campos |   |   |   |   |   |   |   |   |   |    |    |    |    |    |    |    |    |    |    |    |    |    |    |    |    |    | [ 9 ] |
| Boninho         |   |   |   |   |   |   |   |   |   |    |    |    |    |    |    |    |    |    |    |    |    |    |    |    |    |    |       |
| Marisa Orth     |   |   |   |   |   |   |   |   |   |    |    |    |    |    |    |    |    |    |    |    |    |    |    |    |    |    | [ 7 ] |
| Pedro Bial      |   |   |   |   |   |   |   |   |   |    |    |    |    |    |    |    |    |    |    |    |    |    |    |    |    |    | [ 7 ] |
| Rodrigo Dourado |   |   |   |   |   |   |   |   |   |    |    |    |    |    |    |    |    |    |    |    |    |    |    |    |    |    |       |
| Tadeu Schmidt   |   |   |   |   |   |   |   |   |   |    |    |    |    |    |    |    |    |    |    |    |    |    |    |    |    |    |       |
| Tiago Leifert   |   |   |   |   |   |   |   |   |   |    |    |    |    |    |    |    |    |    |    |    |    |    |    |    |    |    |       |

## La casa

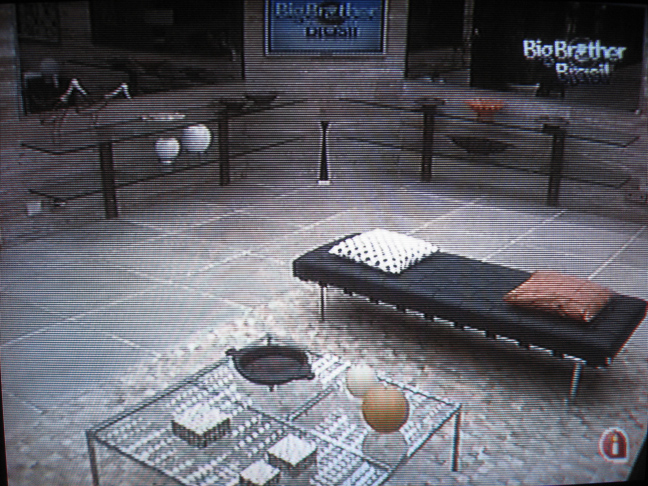

La casa, che ha una superficie di 2.300 mq, è stata realizzata in 55 giorni lavorativi in occasione della prima edizione ed è stata costruita a con pannelli cementizi rivestiti. Si trova in un luogo isolato degli Studios Globo (Projac), situato nel quartiere di Curicica, nella zona ovest di Rio de Janeiro.
Dalla prima stagione, la casa utilizzata è la stessa, tuttavia vengono apportate diverse modifiche all'arredamento e alle stanze in ogni edizione del programma. I corridoi interni, situati tra una stanza e l'altra non sono accessibili ai partecipanti, sono riservati alle telecamere che registrano quanto accade nella casa dietro gli specchi. Le telecamere, che non sono fisse, scorrono su binari che si susseguono su una pedana adiacente alle pareti della casa e si posizionano davanti al vetro specchiato per registrare i partecipanti. Le immagini sono controllate nel centro di editing del programma.
Il confessionale è una stanza speciale in cui può entrare un solo partecipante alla volta. Lì, la domenica si svolge la votazione individuale, oltre alle consultazioni con psicologi o medici e con la direzione del programma e, più recentemente, i partecipanti registrano brevi vlog giornalieri per il sito ufficiale del programma.
La dispensa della casa ha generi alimentari, prodotti per l'igiene, medicinali e preservativi, messi a disposizione dalla produzione del programma.
La cabina bagno ha una telecamera di sicurezza, tuttavia le immagini non vengono trasmesse al pubblico e vengono attivate solo in caso di emergenza.

## Big Brother Brasil 1 (2002)
|  | Kleber Bambam         | Vincitore            | [ 7 ] |
|  | Vanessa Pascale       | Seconda classificata | [ 7 ] |
|  | André Carvalho        | Terzo classificato   | [ 7 ] |
|  | Sergio Tavares        | Eliminato            | [ 7 ] |
|  | Alessandra Begliomini | Eliminata            | [ 7 ] |
|  | Estela Padilha        | Eliminata            | [ 7 ] |
|  | Adriano de Castro     | Eliminato            | [ 7 ] |
|  | Helena Louro          | Eliminata            | [ 7 ] |
|  | Cristiana Mota        | Eliminata            | [ 7 ] |
|  | Bruno Saladini        | Eliminato            | [ 7 ] |
|  | Xaiane Dantas         | Eliminata            | [ 7 ] |
|  | Caetano Zonaro        | Eliminato            | [ 7 ] |

## Big Brother Brasil 2 (2002)
|  | Rodrigo Leonel      | Vincitore            |
|  | Manuela Saadeh      | Seconda classificata |
|  | Cida Moraes         | Eliminata            |
|  | Thyrso Mattos       | Eliminato            |
|  | Tarciana Lima       | Eliminata            |
|  | Fabrício Amaral     | Eliminato            |
|  | Thaís Ventura       | Eliminata            |
|  | Moisés da Silva     | Eliminato            |
|  | Jeferson dos Santos | Eliminato            |
|  | Fernando Fernandes  | Eliminato            |
|  | Tina Soares         | Eliminata            |
|  | Rita Gonçalves      | Eliminata            |
|  | ------------------- | -------------------- |

## Big Brother Brasil 3 (2003)
|  | Dhomini           | Vincitore            |
|  | Elane Silva       | Seconda classificata |
|  | Viviane Oliveira  | Eliminata            |
|  | Jean Massumi      | Eliminato            |
|  | Harry Grossman    | Eliminato            |
|  | Sabrina Sato      | Eliminata            |
|  | Emílio Rodrigues  | Eliminato            |
|  | Alan Conceição    | Eliminato            |
|  | Juliana Alves     | Eliminata            |
|  | Andréa Guerrero   | Eliminata            |
|  | Marcelo Kretzer   | Eliminato            |
|  | Joseane Oliveira  | Eliminata            |
|  | Dilson Walkarez   | Ritirato             |
|  | Paulo Carotini    | Eliminato            |
|  | Samantha Pereira  | Eliminata            |
|  | Luís Fernando     | Voto Popolare        |
|  | Pricilla Castelan | Voto Popolare        |
|  | ----------------- | -------------------- |

## Big Brother Brasil 4 (2004)
|  | Cida dos Santos     | Vincitore            |
|  | Thiago Lira         | Secondo classificato |
|  | Juliana Lopes       | Eliminata            |
|  | Solange Couto       | Eliminata            |
|  | Marcela Queiroz     | Eliminata            |
|  | Rogério Dragone     | Eliminato            |
|  | Marcelo Dourado     | Eliminato            |
|  | Marcelo Zulu        | Eliminato            |
|  | Edilson Buba        | Eliminato            |
|  | Géris de Sousa      | Eliminata            |
|  | Antonela Avellaneda | Eliminata            |
|  | Cristiano Carnevale | Eliminato            |
|  | Eduardo Monteiro    | Eliminato            |
|  | Tatiana Giordano    | Eliminata            |
|  | Marcos Slick        | Voto Popolare        |
|  | Natália Casassola   | Voto Popolare        |
|  | ------------------- | -------------------- |

## Big Brother Brasil 5 (2005)
|  | Jean Wyllys        | Vincitore            |
|  | Grazi Massafera    | Seconda classificata |
|  | Sammy Ueda         | Terzo classificato   |
|  | Alan Passos        | Eliminato            |
|  | Tati Pink          | Eliminata            |
|  | Karla Pereira      | Eliminata            |
|  | Aline Cristina     | Eliminata            |
|  | Tathy Rio          | Eliminata            |
|  | Natália Nara       | Eliminata            |
|  | Paulo André Costa  | Eliminato            |
|  | Rogério Padovan    | Eliminato            |
|  | Giulliano Ciarelli | Eliminato            |
|  | Marcos Maçaneiro   | Eliminato            |
|  | Marielza Santos    | Ritirata             |
|  | Juliana Brandão    | Eliminata            |
|  | ------------------ | -------------------- |

## Big Brother Brasil 6 (2006)
|  | Mara Viana         | Vincitore            |
|  | Mariana Felício    | Seconda classificata |
|  | Rafael Valente     | Terzo classificato   |
|  | Agustinho Mendonça | Eliminato            |
|  | Gustavo Borges     | Eliminato            |
|  | Iran Gomes         | Eliminato            |
|  | Carlos Issa        | Eliminato            |
|  | Inês Gomes         | Eliminata            |
|  | Thaís Macêdo       | Eliminata            |
|  | Léa Ferreira       | Eliminata            |
|  | Roberta Brasil     | Eliminata            |
|  | Daniel Saullo      | Eliminato            |
|  | Dan Costa          | Eliminato            |
|  | Juliana Canabarro  | Eliminata            |
|  | ------------------ | -------------------- |

## Big Brother Brasil 7 (2007)
|  | Diego Alemão        | Vincitore            |
|  | Carol Honorio       | Seconda classificata |
|  | Bruna Tavares       | Eliminata            |
|  | Analy Rosa          | Eliminata            |
|  | Airton Cabral       | Eliminato            |
|  | Alberto Cowboy      | Eliminato            |
|  | Fani Pacheco        | Eliminata            |
|  | Flávia Viana        | Eliminata            |
|  | Íris Stefanelli     | Eliminata            |
|  | Bruno Jácome        | Eliminato            |
|  | Fernando Bacalow    | Eliminato            |
|  | Felipe Cobra        | Eliminato            |
|  | Alan Pierre Miranda | Eliminato            |
|  | Liane de Souza      | Eliminata            |
|  | Daniel Bellangero   | Eliminato            |
|  | Juliana Regueiro    | Eliminata            |
|  | ------------------- | -------------------- |

## Big Brother Brasil 8 (2008)
|  | Rafinha Carvalho    | Vincitore            |
|  | Gyselle Soares      | Secondo classificato |
|  | Natália Casassola   | Eliminata            |
|  | Marcos Parmagnani   | Eliminato            |
|  | Thati Bione         | Eliminata            |
|  | Marcelo Arantes     | Eliminato            |
|  | Juliana Góes        | Eliminata            |
|  | Felipe Basílio      | Eliminato            |
|  | Fernando Mesquita   | Eliminato            |
|  | Bianca Jahara       | Eliminata            |
|  | Thalita Lippi       | Eliminata            |
|  | Alexandre Scaquette | Eliminato            |
|  | Rafael Memória      | Eliminato            |
|  | Jaqueline Khury     | Eliminata            |
|  | ------------------- | -------------------- |

## Big Brother Brasil 9 (2009)
|  | Max Porto            | Vincitore            |        |
|  | Priscila Pires       | Seconda classificata |        |
|  | Francine Piaia       | Terza classificata   |        |
|  | Ana Carolina Madeira | Eliminata            |        |
|  | Flávio Steffli       | Eliminato            |        |
|  | Josiane Oliveira     | Eliminata            | [ 10 ] |
|  | Milena Fagundes      | Eliminata            |        |
|  | Naiá Giannocaro      | Eliminata            |        |
|  | Maíra Cardi          | Eliminata            |        |
|  | Ralf Krause          | Eliminato            |        |
|  | Mirla Prado          | Eliminata            |        |
|  | André de Almeida     | Eliminato            | [ 11 ] |
|  | Emanuel Milchevski   | Eliminato            |        |
|  | Newton Siqueira      | Eliminato            |        |
|  | Alexandre Gomes      | Eliminato            |        |
|  | Leonardo Jancu       | Ritirato             |        |
|  | Norberto Carias      | Eliminato            | [ 12 ] |
|  | Michelle Costa       | Eliminata            |        |
|  | Daniel Gevaerd       | Casa di Vetro        |        |
|  | Maíra Britto         | Casa di Vetro        |        |
|  | -------------------- | -------------------- | ------ |

## Big Brother Brasil 10 (2010)
|  | Marcelo Dourado     | Vincitore            |
|  | Fernanda Cardoso    | Seconda classificata |
|  | Cadu Parga          | Terzo classificato   |
|  | Lia Khey            | Eliminata            |
|  | Dicesar             | Eliminato            |
|  | Anamara Barreira    | Eliminata            |
|  | Sergio Franceschini | Eliminato            |
|  | Michel Turtchin     | Eliminato            |
|  | Eliéser Ambrósio    | Eliminato            |
|  | Cacau Colucci       | Eliminata            |
|  | Angélica Martins    | Eliminata            |
|  | Elenita Rodrigues   | Eliminata            |
|  | Uilliam Carvalho    | Eliminato            |
|  | Alex Vilanova       | Eliminato            |
|  | Tessália            | Eliminata            |
|  | Ana Marcela Alves   | Eliminata            |
|  | Joseane Oliveira    | Eliminata            |
|  | Fani Pacheco        | Corsa Speciale       |
|  | Natália Casassola   | Corsa Speciale       |
|  | Rafael Valente      | Corsa Speciale       |
|  | ------------------- | -------------------- |

## Big Brother Brasil 11 (2011)
|  | Maria Melilo       | Vincitore            |
|  | Wesley Schunk      | Secondo classificato |
|  | Daniel Rolim       | Terzo classificato   |
|  | Diana Balsini      | Eliminata            |
|  | Rodrigão Gomes     | Eliminato            |
|  | Paula Leite        | Eliminata            |
|  | Jaqueline Faria    | Eliminata            |
|  | Mau Mau            | Eliminato            |
|  | Talula Pascoli     | Eliminata            |
|  | Janaína dos Santos | Eliminata            |
|  | Diogo Pretto       | Eliminato            |
|  | Adriana Sant'Anna  | Eliminata            |
|  | Natália Castro     | Eliminata            |
|  | Lucival França     | Eliminato            |
|  | Cristiano Naya     | Eliminato            |
|  | Igor Pachi         | Eliminato            |
|  | Michelly Freitas   | Eliminata            |
|  | Rodrigo Carvalho   | Eliminato            |
|  | Ariadna Arantes    | Eliminata            |
|  | ------------------ | -------------------- |

## Big Brother Brasil 12 (2012)
|  | Fael Cordeiro       | Vincitore            |
|  | Fabiana Teixeira    | Seconda classificata |
|  | Jonas Sulzbach      | Eliminato            |
|  | Kelly Medeiros      | Eliminata            |
|  | João Carvalho       | Eliminato            |
|  | Monique Amin        | Eliminata            |
|  | Yuri Fernandes      | Eliminato            |
|  | Renata Dávila       | Eliminata            |
|  | Rafa Oliveira       | Eliminato            |
|  | Laisa Portella      | Eliminata            |
|  | João Mauricio Leite | Eliminato            |
|  | Ronaldo Peres       | Eliminato            |
|  | Mayara Medeiros     | Eliminata            |
|  | Jakeline Leal       | Eliminata            |
|  | Analice de Souza    | Eliminata            |
|  | Daniel Echaniz      | Espulso              |
|  | ------------------- | -------------------- |

## Big Brother Brasil 13 (2013)
|  | Fernanda Keulla   | Vincitore            |
|  | Nasser Rodrigues  | Seconda classificata |
|  | Andressa Ganacin  | Terza classificata   |
|  | Natália Casassola | Eliminata            |
|  | André Martinelli  | Eliminato            |
|  | Fani Pacheco      | Eliminata            |
|  | Kamilla Salgado   | Eliminata            |
|  | Anamara Barreira  | Eliminata            |
|  | Marcello Soares   | Eliminato            |
|  | Eliéser Ambrósio  | Eliminato            |
|  | Ivan Marcondes    | Eliminato            |
|  | Marien Carretero  | Eliminata            |
|  | Yuri Fernandes    | Eliminato            |
|  | Aslan Cabral      | Eliminato            |
|  | Dhomini           | Eliminato            |
|  | Aline Blindada    | Eliminata            |
|  | Kleber Bambam     | Ritirato             |
|  | André Coelho      | Casa di Vetro        |
|  | Bernardo Lima     | Casa di Vetro        |
|  | Kelly Baron       | Casa di Vetro        |
|  | Samara Pessato    | Casa di Vetro        |
|  | ----------------- | -------------------- |

## Big Brother Brasil 14 (2014)
|  | Vanessa Mesquita  | Vincitore            |
|  | Angela Munhoz     | Seconda classificata |
|  | Clara Aguilar     | Terza classificata   |
|  | Marcelo Zagonel   | Eliminato            |
|  | Slim Rimografia   | Eliminato            |
|  | Tatiele Polyana   | Eliminata            |
|  | Cássio Lannes     | Eliminato            |
|  | Diego Grossi      | Eliminato            |
|  | Aline Dahlen      | Eliminata            |
|  | Franciele Almeida | Eliminata            |
|  | Roni Mazon        | Eliminato            |
|  | Letícia Santiago  | Eliminata            |
|  | Junior Gianetti   | Eliminato            |
|  | Amanda Gontijo    | Eliminata            |
|  | Vagner Lara       | Eliminato            |
|  | Bella Maia        | Eliminata            |
|  | Princy Cavalcante | Eliminata            |
|  | Rodrigo Lima      | Eliminato            |
|  | Alisson Gomes     | Eliminato            |
|  | João Almeida      | Eliminato            |
|  | ----------------- | -------------------- |

## Big Brother Brasil 15 (2015)
|  | Cézar Lima         | Vincitore            |
|  | Amanda Djehdian    | Seconda classificata |
|  | Fernando Medeiros  | Eliminato            |
|  | Adrilles Jorge     | Eliminato            |
|  | Mariza Moreira     | Eliminata            |
|  | Rafael Licks       | Eliminato            |
|  | Luan Patricio      | Eliminato            |
|  | Tamires Peloso     | Ritirata             |
|  | Talita Araújo      | Eliminata            |
|  | Angélica Ramos     | Eliminata            |
|  | Aline Gotschalg    | Eliminata            |
|  | Marco Marcon       | Eliminato            |
|  | Douglas Ferreira   | Eliminato            |
|  | Francieli Medeiros | Eliminata            |
|  | Julia Barboza      | Voto Popolare        |
|  | ------------------ | -------------------- |

## Big Brother Brasil 16 (2016)
|  | Munik Nunes          | Vincitore             |
|  | Maria Claudia Macedo | Seconda classificata  |
|  | Ronan Veiga          | Eliminato             |
|  | Geralda Diniz        | Eliminata             |
|  | Matheus Lisboa       | Eliminato             |
|  | Renan Oliveira       | Eliminato             |
|  | Adélia Soares        | Eliminata             |
|  | Ana Paula Renault    | Espulsa               |
|  | Tamiel Khan          | Eliminato             |
|  | Juliana Dias         | Eliminata             |
|  | Daniel Manzieri      | Eliminato             |
|  | Alan Marinho         | Ritirato              |
|  | Laércio de Moura     | Eliminato             |
|  | Harumi Ishihara      | Eliminata             |
|  | Fernanda Liberato    | Appartamento Sorpresa |
|  | William Oliveira     | Appartamento Sorpresa |
|  | -------------------- | --------------------- |

## Big Brother Brasil 17 (2017)
|  | Emilly Araújo        | Vincitore            |
|  | Vivian Amorim        | Seconda classificata |
|  | Ieda Wobeto          | Terza classificata   |
|  | Marcos Härter        | Espulso              |
|  | Marinalva de Almeida | Eliminata            |
|  | Ilmar Fonseca        | Eliminato            |
|  | Daniel Pontes        | Eliminato            |
|  | Rômulo Neves         | Eliminato            |
|  | Roberta Freitas      | Eliminata            |
|  | Pedro Falcão         | Eliminato            |
|  | Elis Gonçalves       | Eliminata            |
|  | Manoel Rafaski       | Eliminato            |
|  | Luiz Felipe Ribeiro  | Eliminato            |
|  | Mayara Motti         | Eliminata            |
|  | Gabriela Flor        | Eliminata            |
|  | Mayla Araújo         | Disputa sui Gemelli  |
|  | Antônio Rafaski      | Disputa sui Gemelli  |
|  | -------------------- | -------------------- |

## Big Brother Brasil 18 (2018)
|  | Gleici Damasceno    | Vincitore            |
|  | Kaysar Dadour       | Secondo classificato |
|  | Ana Clara Lima      | Terzi classificati   |
|  | Ayrton Lima         | Terzi classificati   |
|  | Paula Barbosa       | Eliminata            |
|  | Breno Simões        | Eliminato            |
|  | Jéssica Mueller     | Eliminata            |
|  | Viegas de Carvalho  | Eliminato            |
|  | Wagner Santiago     | Eliminato            |
|  | Caruso Junior       | Eliminato            |
|  | Diego Sabádo        | Eliminato            |
|  | Patrícia Leitte     | Eliminata            |
|  | Mahmoud Baydoun     | Eliminato            |
|  | Lucas Fernandes     | Eliminato            |
|  | Nayara de Deus      | Eliminata            |
|  | Ana Paula Costa     | Eliminata            |
|  | Jaqueline Grohalski | Eliminata            |
|  | Mara Telles         | Eliminata            |
|  | Jorge Lima          | Non Classificati     |
|  | Eva Lima            | Non Classificati     |
|  | ------------------- | -------------------- |

## Big Brother Brasil 19 (2019)
|  | Paula von Sperling | Vincitore            |
|  | Alan Possamai      | Secondo classificato |
|  | Carol Peixinho     | Eliminata            |
|  | Hariany Almeida    | Espulsa              |
|  | Rízia Cerqueira    | Eliminata            |
|  | Gabriela Hebling   | Eliminata            |
|  | Rodrigo França     | Eliminato            |
|  | Elana Valenária    | Eliminata            |
|  | Danrley Ferreira   | Eliminato            |
|  | Tereza Souza       | Eliminata            |
|  | Isabella Cecchi    | Eliminata            |
|  | Maycon Santos      | Eliminato            |
|  | Diego Wantowsky    | Eliminato            |
|  | Hana Khalil        | Eliminata            |
|  | Gustavo Soares     | Eliminato            |
|  | Vanderson Brito    | Espulso              |
|  | Vinicius Póvoa     | Eliminato            |
|  | ------------------ | -------------------- |

## Big Brother Brasil 20 (2020)
In questa edizione è stato annunciato un mix di voci Grupo Pipoca provenienti da selezioni di tutto il Brasile e di ospiti Grupo Camarote di vari settori.
|  | Thelma Assis         | Vincitore            |
|  | Rafa Kalimann        | Seconda classificata |
|  | Manu Gavassi         | Terza classificata   |
|  | Babu Santana         | Eliminato            |
|  | Mari Gonzalez        | Eliminata            |
|  | Ivy Moraes           | Eliminata            |
|  | Gizelly Bicalho      | Eliminata            |
|  | Flay                 | Eliminata            |
|  | Marcela Mc Gowan     | Eliminata            |
|  | Gabi Martins         | Eliminata            |
|  | Felipe Prior         | Eliminato            |
|  | Daniel Lenhardt      | Eliminato            |
|  | Pyong Lee            | Eliminato            |
|  | Victor Hugo Teixeira | Eliminato            |
|  | Gui Napolitano       | Eliminato            |
|  | Bianca Andrade       | Eliminata            |
|  | Lucas Gallina        | Eliminato            |
|  | Hadson Nery          | Eliminato            |
|  | Petrix Barbosa       | Eliminato            |
|  | Daniel Caon          | Casa di Vetro        |
|  | Renata Dornelles     | Casa di Vetro        |
|  | Lucas Chumbo         | Eliminato            |
|  | -------------------- | -------------------- |

## Big Brother Brasil 21 (2021)
|  | Juliette          | Vincitore            |
|  | Camilla de Lucas  | Seconda classificata |
|  | Fiuk              | Terzo classificato   |
|  | Gil do Vigor      | Eliminato            |
|  | Pocah             | Eliminata            |
|  | Arthur Picoli     | Eliminato            |
|  | Viih Tube         | Eliminata            |
|  | João Luiz Pedrosa | Eliminato            |
|  | Caio Afiune       | Eliminato            |
|  | Thaís Braz        | Eliminata            |
|  | Rodolffo Matthaus | Eliminato            |
|  | Sarah Andrade     | Eliminata            |
|  | Carla Diaz        | Eliminata            |
|  | Projota           | Eliminato            |
|  | Lumena Aleluia    | Eliminata            |
|  | Karol Conká       | Eliminata            |
|  | Nego Di           | Eliminato            |
|  | Arcrebiano        | Eliminato            |
|  | Lucas Penteado    | Ritirato             |
|  | Kerline Cardoso   | Eliminata            |
|  | ----------------- | -------------------- |

## Big Brother Brasil 22 (2022)
È stata la prima edizione in cui è subentrato Tadeu Schmidt e sono state introdotte nuove funzionalità, come il Botão da Desistência, in cui un partecipante che vuole abbandonare il gioco può semplicemente premere il pulsante, senza dover ricorrere al confessionale o alla produzione del programma e lasciare immediatamente il programma eppure questa edizione si ripropone tra 100 giorni
|  | Arthur Aguiar      | Vincitore            |
|  | Paulo André Camilo | Secondo classificato |
|  | Douglas Silva      | Terzo classificato   |
|  | Eliezer do Carmo   | Eliminato            |
|  | Pedro Scooby       | Eliminato            |
|  | Gustavo Marsengo   | Eliminato            |
|  | Jessilane Alves    | Eliminata            |
|  | Natália Deodato    | Eliminata            |
|  | Linn da Quebrada   | Eliminata            |
|  | Eslovênia Marques  | Eliminata            |
|  | Lucas Bissoli      | Eliminato            |
|  | Laís Caldas        | Eliminata            |
|  | Viny Souza         | Eliminato            |
|  | Jade Picon         | Eliminata            |
|  | Larissa Tomásia    | Eliminata            |
|  | Tiago Abravanel    | Ritirato             |
|  | Brunna Gonçalves   | Eliminata            |
|  | Bárbara Heck       | Eliminata            |
|  | Maria              | Espulsa              |
|  | Naiara Azevedo     | Eliminata            |
|  | Rodrigo Mussi      | Eliminato            |
|  | Luciano Estevan    | Eliminato            |
|  | ------------------ | -------------------- |

## Big Brother Brasil 23 (2023)
Durante questa edizione, la Casa di Vetro è stata anticipata prima dell'edizione, essendo montata in Via Parque Shopping, dove due uomini e due donne, si sono contesi i primi due posti vacanti resi noti nel Inoltre, sono state introdotte nuove funzionalità come il Poder Coringa, una "carta potere" che garantirà a un giocatore un vantaggio ogni settimana, e il Central de Controle do Líder, in cui il leader della settimana può avere una visione privilegiata del gioco, a cui può accedere in modo limitato e predeterminato .
Durante la festa del suo leader, il cantante MC Guimê ha molestato sessualmente la partecipante ospite Dania Méndez, proveniente da uno scambio con il reality show La casa de los famosos, così come Antônio Cara de Sapato che ha forzato più volte un bacio all'ospite e lo stesso gli ha chiesto di allontanarsi. Con questo i due sono stati espulsi; è la prima volta che due partecipanti vengono espulsi nel reality. Dopo queste espulsioni e per mantenere il calendario, è stata inventata una sorta di spareggio, chiamato Casa della Riunione, in cui i due partecipanti più votati dal pubblico tornano il 23 marzo 2023, senza immunità, mettendo il veto alla Prova do líder e alla Prova do anjo, che sarebbe stata auto immune.
|  | Amanda Meirelles       | Vincitore            |
|  | Aline Wirley           | Seconda classificata |
|  | Bruna Griphao          | Terza classificata   |
|  | Larissa Santos         | Eliminata            |
|  | Ricardo Camargo        | Eliminato            |
|  | Domitila Barros        | Eliminata            |
|  | Sarah Aline Rodrigues  | Eliminata            |
|  | Cezar Black            | Eliminato            |
|  | Fred Nicácio           | Eliminato            |
|  | Marvvila               | Eliminata            |
|  | Gabriel Santana        | Eliminato            |
|  | Fred                   | Eliminato            |
|  | Antônio Cara de Sapato | Espulso              |
|  | MC Guimê               | Espulso              |
|  | Key Alves              | Eliminata            |
|  | Gustavo Benedeti       | Eliminato            |
|  | Cristian Vanelli       | Eliminato            |
|  | Bruno Gaga             | Ritirato             |
|  | Paula Freitas          | Eliminata            |
|  | Tina Calamba           | Eliminata            |
|  | Gabriel Tavares        | Eliminato            |
|  | Marília Cabrita        | Eliminata            |
|  | Giovanna Leão          | Casa di Vetro        |
|  | Manoel Vicente         | Casa di Vetro        |
|  | ---------------------- | -------------------- |

## Big Brother Brasil 24 (2024)
In questa edizione, oltre a iniziare la stagione un po' prima, come è successo nella ottava e nona stagione , il Líder da Semana avrà il potere di far avanzare il gioco, attraverso dinamiche inedite e nuove funzionalità di voto, con il voto singolo CPF fuso con il voto esistente e il Sincerão, che sostituisce l'ormai defunto Jogo da Discórdia ed è stato annunciato che ci sarà un mix di tre gruppi diversi, oltre al Pipoca e al Camarote, ci sarà la creazione del Puxadinho, una sorta di partecipanti a vari reality show. tuttavia, la direzione del programma ha scelto ex partecipanti dello stesso Big Brother Brasil, così come nelle edizioni 10 e 13. questo gruppo però non è andato oltre il semplice stare in coppia con un mix di scatole e popcorn. Di conseguenza, i Box ora hanno meno partecipanti. come accade in A Fazenda, il BBB in questa edizione comprende ora la Quadruplice Finale.
|  | Davi Brito         | Vincitore            |
|  | Matteus Amaral     | Secondo classificato |
|  | Isabelle Nogueira  | Terza classificata   |
|  | Alane Dias         | Eliminata            |
|  | Beatriz Reis       | Eliminata            |
|  | Lucas Buda         | Eliminato            |
|  | Giovanna Lima      | Eliminata            |
|  | MC Binn            | Eliminato            |
|  | Pitel              | Eliminata            |
|  | Fernanda Bande     | Eliminata            |
|  | Leidy Elin         | Eliminata            |
|  | Raquele Cardozo    | Eliminata            |
|  | Yasmin Brunet      | Eliminata            |
|  | Michel Nogueira    | Eliminato            |
|  | Wanessa Camargo    | Espulsa              |
|  | Rodriguinho        | Eliminato            |
|  | Deniziane          | Eliminata            |
|  | Marcus Vinicius    | Eliminato            |
|  | Juninho da Silva   | Eliminato            |
|  | Lucas Luigi        | Eliminato            |
|  | Vinícius Rodrigues | Eliminato            |
|  | Nizam              | Eliminato            |
|  | Vanessa Lopes      | Ritirata             |
|  | Lucas Pizane       | Eliminato            |
|  | Thalyta Alves      | Eliminata            |
|  | Maycon Cosmer      | Eliminato            |
|  | Caio Andrade       | Estrazione           |
|  | Carolina Ferreira  | Estrazione           |
|  | Jorge Mateus       | Estrazione           |
|  | Juliana Xavier     | Estrazione           |
|  | Plínio Simões      | Estrazione           |
|  | ------------------ | -------------------- |

## Big Brother Brasil 25 (2025)
|  | Renata Saldanha       | Vincitore            |
|  | Guilherme Vilar       | Secondo classificato |
|  | João Pedro Siqueira   | Terzo classificato   |
|  | Vitória Strada        | Eliminata            |
|  | Diego Hypólito        | Eliminato            |
|  | Joselma Silva         | Eliminata            |
|  | Vinícius Nascimento   | Eliminato            |
|  | Maike Cruz            | Eliminato            |
|  | João Gabriel Siqueira | Eliminato            |
|  | Daniele Hypólito      | Eliminata            |
|  | Vilma Nascimento      | Eliminata            |
|  | Eva Pacheco           | Eliminata            |
|  | Aline Patriarca       | Eliminata            |
|  | Gracyanne Barbosa     | Eliminata            |
|  | Thamiris Maia         | Eliminata            |
|  | Camilla Maia          | Eliminata            |
|  | Diogo Almeida         | Eliminato            |
|  | Mateus Pires          | Eliminato            |
|  | Gabriel Yoshimoto     | Eliminato            |
|  | Giovanna Jacobina     | Eliminata            |
|  | Edilberto Simões      | Eliminati            |
|  | Raissa Simões         | Eliminati            |
|  | Arleane Marques       | Eliminati            |
|  | Marcelo Prata         | Eliminati            |
|  | Nicole Oliveira       | Voto Popolare        |
|  | Paula Oliveira        | Voto Popolare        |
|  | Cléber Santana        | Voto Popolare        |
|  | Joseane Monteiro      | Voto Popolare        |
|  | --------------------- | -------------------- |